# Любовь — это не шутка
«Любовь - это не шутка» - песня советской рок-группы «Кино» вошедшая в сборник Неизвестных песен группы «Кино». Предположительно песня была написана Виктором Цоем в 1985 году песня должна была войти в полноценный альбом «Любовь - это не шутка»
Также туда входят такие композиции как «Разреши мне», «Братская любовь», «Ты мог бы… (Подросток)» и «Ты обвела меня вокруг пальца» но пластинка не вышла, и эти песни никто не слышал до 1992 года. Все эти песни наряду с другими ранее не издававшимися композициями были изданы после смерти Виктора Цоя.
в 1992 году вышел сборник, туда вошли все "Неизвестные песни"
1. ↑  Неизданные композиция «Кино» (рус.) (5 июля 2018).